# Numbiaí
Numbiaí (Orelha de Pau; u port. označava i jednu vrstu gljiva porodice Polyporaceae), maleno pleme južnoameričkih Indijanaca, nastanjeno između rijeke Preto, pritoke Marmelosa, i Aripuane u brazilskoj državi Amazonas. Drugi izvori lociraju ih na području Mato Grossa, na rijeci Roosevelt
U devetnaestom stoljeću bili su daleko brojniji, ali im je populacija opala dolaskom naseljenika i tragačima za gumom. U suvremeno doba preostalo je nešto pojedinaca (oko 25) u blizini rijeke Preto, ali pleme više ne funkcionira kao posebna socijalna jedinica.